# Alguacil menor

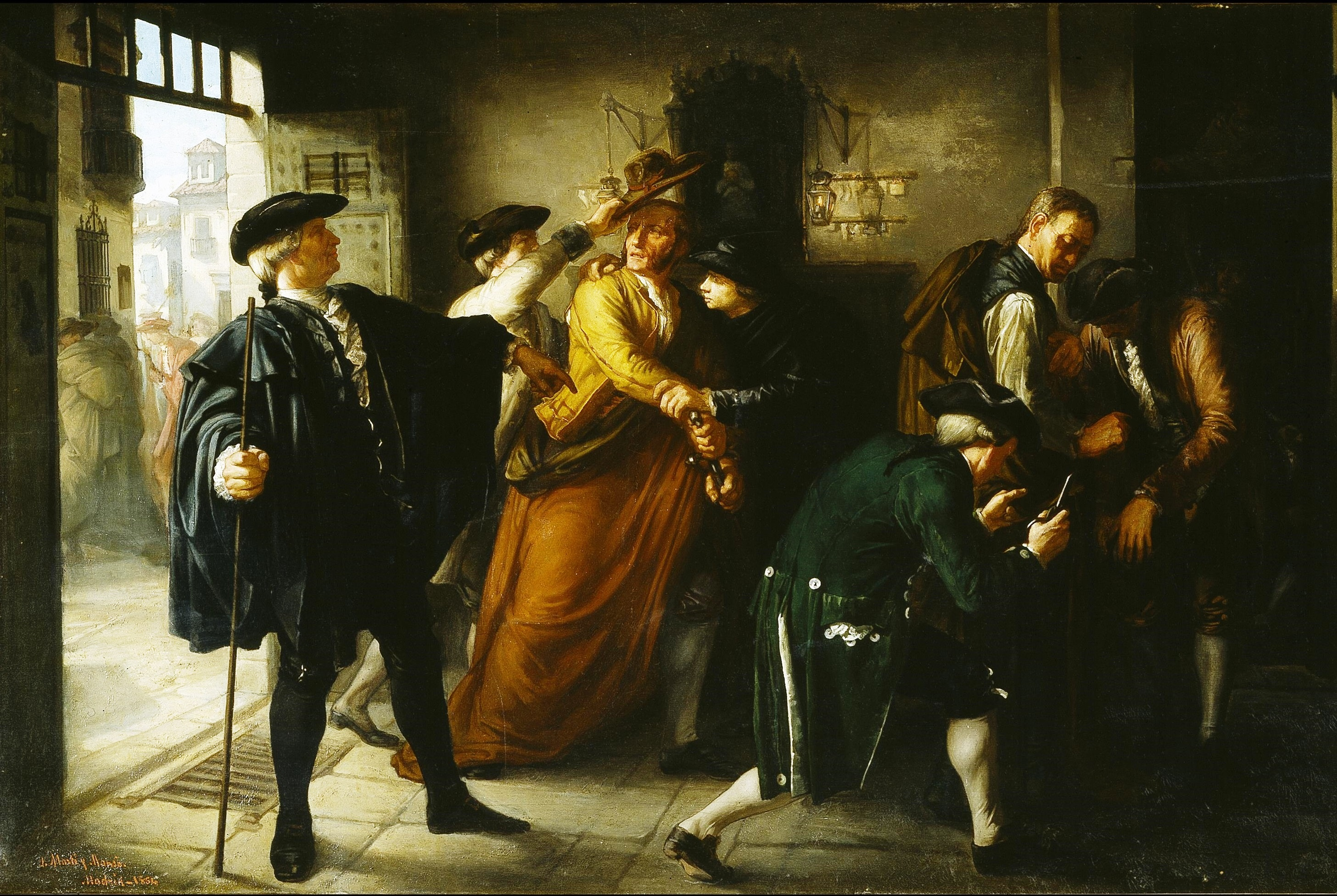
Un alguacil hace cumplir el bando de capas y sombreros, en los momentos previos al Motín de Esquilache, 1766. Pintura de historia de José Martí y Monsó, 1864.

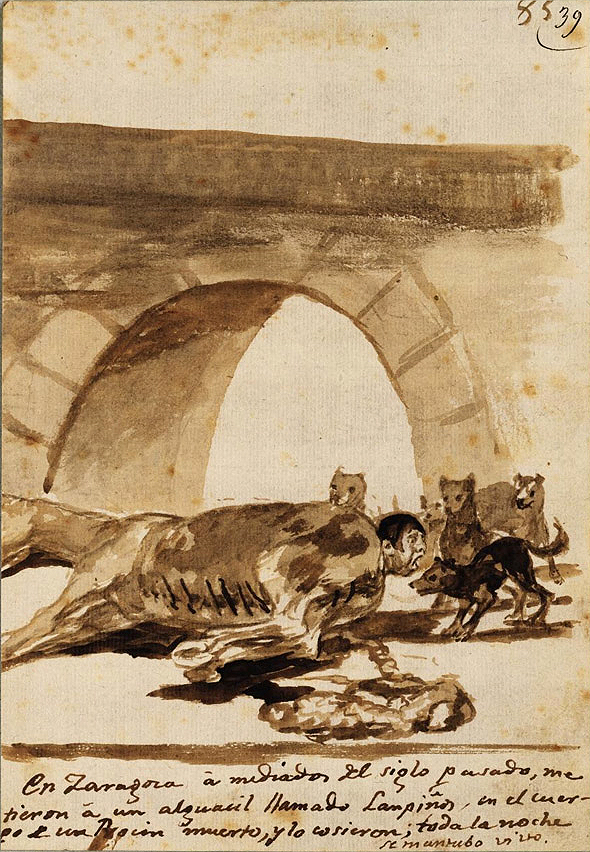
"En Zaragoza, a mediados del siglo pasado, metieron a un alguacil llamado Lampiños en el cuerpo de un rocín muerto, y lo cosieron; toda la noche se mantuvo vivo". Dibujo de Francisco de Goya ca. 1812-1820).

Alguacil menor o simplemente alguacil, era la denominación del funcionario subalterno de la administración local de justicia durante el Antiguo Régimen en España, con funciones extendidas a todo tipo de cuestiones ejecutivas, ejerciendo la fuerza si era necesario, para lo que podía ir armado; aunque como signo de autoridad llevaban una "varita". Como rasgo distintivo de su vestimenta estaba un tipo de gorguera, por lo que se les apodaba golillas.

## Descripción

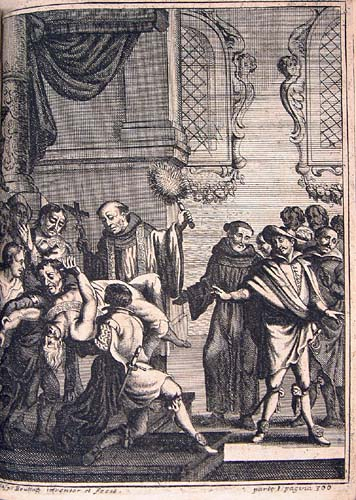
Ilustración de El alguacil alguacilado, de Francisco de Quevedo.

Se encontraba a las órdenes de las autoridades municipales, y en su caso del alguacil mayor. Todo ello en un contexto en el que no existía división de poderes. A menudo se les engloba con otros cargos, subordinados a ellos, como los corchetes o porquerones, en la expresión "ministros de la justicia".

## En las artes
La crítica literaria a los alguaciles (por su venalidad, su connivencia con todo tipo de delincuentes -sean pícaros o poderosos-) es un tópico literario en el siglo de Oro, con ejemplos en Cervantes o Quevedo.

-El alguacil de los vagabundos viene encaminado a esta casa, pero no trae consigo gurullada.

-Nadie se alborote -dijo Monipodio-, que es amigo y nunca viene por nuestro daño. Sosiéguense, que yo le saldré a hablar.
Todos se sosegaron, que ya estaban algo sobresaltados, y Monipodio salió a la puerta, donde halló al alguacil, con el cual estuvo hablando un rato, y luego volvió a entrar Monipodio y preguntó:
-¿A quién le cupo hoy la plaza de San Salvador?
-A mí -dijo el de la guía.
-Pues ¿cómo -dijo Monipodio- no se me ha manifestado una bolsilla de ámbar que esta mañana en aquel paraje dio al traste con quince escudos de oro y dos reales de a dos y no sé cuántos cuartos?
-Verdad es -dijo la guía- que hoy faltó esa bolsa, pero yo no la he tomado, ni puedo imaginar quién la tomase.
-¡No hay levas conmigo! -replicó Monipodio-. ¡La bolsa ha de parecer, porque la pide el alguacil, que es amigo y nos hace mil placeres al año!
Tornó a jurar el mozo que no sabía della. Comenzóse a encolerizar Monipodio, de manera que parecía que fuego vivo lanzaba por los ojos, diciendo:
-¡Nadie se burle con quebrantar la más mínima cosa de nuestra orden, que le costará la vida! Manifiéstese la cica; y si se encubre por no pagar los derechos, yo le daré enteramente lo que le toca y pondré lo demás de mi casa; porque en todas maneras ha de ir contento el alguacil.
Tornó de nuevo a jurar el mozo y a maldecirse, diciendo que él no había tomado tal bolsa ni vístola de sus ojos; todo lo cual fue poner más fuego a la cólera de Monipodio, y dar ocasión a que toda la junta se alborotase, viendo que se rompían sus estatutos y buenas ordenanzas.
Viendo Rinconete, pues, tanta disensión y alboroto, parecióle que sería bien sosegalle y dar contento a su mayor, que reventaba de rabia; y, aconsejándose con su amigo Cortadillo, con parecer de entrambos, sacó la bolsa del sacristán y dijo:
-Cese toda cuestión, mis señores, que ésta es la bolsa, sin faltarle nada de lo que el alguacil manifiesta; que hoy mi camarada Cortadillo le dio alcance, con un pañuelo que al mismo dueño se le quitó por añadidura.
Luego sacó Cortadillo el pañizuelo y lo puso de manifiesto; viendo lo cual, Monipodio dijo:

-Cortadillo el Bueno, que con este título y renombre ha de quedar de aquí adelante, se quede con el pañuelo y a mi cuenta se quede la satisfación deste servicio; y la bolsa se ha de llevar el alguacil, que es de un sacristán pariente suyo, y conviene que se cumpla aquel refrán que dice: «No es mucho que a quien te da la gallina entera, tú des una pierna della». Más disimula este buen alguacil en un día que nosotros le podremos ni solemos dar en ciento.
Miguel de Cervantes, Rinconete y Cortadillo

-¿Qué es esto?- le pregunté espantado.

Respondióme:
-Un hombre endemoniado-, y al punto, el espíritu que en él tiranizaba la posesión a Dios, respondió:
-No es hombre, sino alguacil. Mirad cómo habláis, que en la pregunta del uno y en la respuesta del otro se vee que sabéis poco. Y se ha de advertir que los diablos en los alguaciles estamos por fuerza y de mala gana; por lo cual, si queréis acertar, debéis llamarme a mí demonio enaguacilado, y no a éste alguacil endemoniado. Y avenísos tanto mejor los hombres con nosotros que con ellos cuanto no se puede encarecer, pues nosotros huimos de la cruz y ellos la toman por instrumento para hacer mal.
¿Quién podrá negar que demonios y alguaciles no tenemos un mismo oficio, pues bien mirado nosotros procuramos condenar y los alguaciles también; nosotros que haya vicios y pecados en el mundo, y los alguaciles lo desean y procuran con más ahínco, porque ellos lo han menester para su sustento y nosotros para nuestra compañía. Y es mucho más de culpar este oficio en los alguaciles que en nosotros, pues ellos hacen mal a hombres como ellos y a los de su género, y nosotros no, que somos ángeles, aunque sin gracia. Fuera desto, los demonios lo fuimos por querer ser más que Dios y los alguaciles son alguaciles por querer ser menos que todos. Así que por demás te cansas, padre, en poner reliquias a este, pues no hay santo que si entra en sus manos no quede para ellas. Persuádete que el alguacil y nosotros todos somos de una orden, sino que los alguaciles son diablos calzados y nosotros diablos recoletos, que hacemos áspera vida en el infierno.
Francisco de Quevedo, El alguacil endemoniado

En cambio, en el Lazarillo se retrata a un alguacil que por cumplir su oficio pasa penalidades:

Tratado séptimo. Cómo Lázaro se asentó con un alguacil, y de lo que le acaeció con él - 
Despedido del capellán, asenté por hombre de justicia con un alguacil; mas muy poco viví con él, por parecerme oficio peligroso. Mayormente que una noche nos corrieron a mí y a mi amo a pedradas y a palos unos retraídos. Y a mi amo, que esperó, trataron mal; mas a mí no me alcanzaron. Con esto renegué del trato.